# Пейрон, Жан-Франсуа-Пьер
Жан-Франсуа Пьер Пейрон (фр. Jean-François Pierre Peyron; 15 декабря 1744, Экс-ан-Прованс — 20 января 1814, Париж) — французский живописец и гравёр, мастер офорта, художник академического направления.

## Биография
Пейрон был выходцем из бедной семьи в Эксе и ему, не пренебрегавшему образованием была уготована карьера государственного чиновника. Будучи студентом юридического факультета, он нашёл своё призвание, когда в 1765 году в Эксе была создана школа рисования Клода Арнульфи. В 1767 году, в возрасте двадцати трёх лет он отправился в Париж, где поступил учеником в мастерскую Луи-Жана-Франсуа Лагрене.
Однако, неудовлетворённый господствовавшими в то время вкусами рококо, в том числе и в мастерской Лагрене, он стал искать новые пути, подражая вначале классицистическим принципам композиции Никола Пуссена, которого он сравнивал с Рафаэлем.
Считавшийся одним из лучших художников своего поколения, в 1773 году Пьер Пейрон, опередив своего главного конкурента Жака-Луи Давида, был награждён престижной Римской премией. Став стипендиатом, в 1775—1782 годах он семь лет провёл во Французской академии в Риме у Жозефа-Мари Вьена, уделяя особое внимание изучению античности. Проведя четыре положенного года своего пансиона в Риме, он остался там ещё на три года за свой счёт.
В 1774 году он расписал фресками салон Отеля Гримод де ла Рейниер (Hôtel Grimod de La Reynière) в Париже по рисункам Шарля-Луи Клериссо. Жозеф-Мари Вьен, увидел в художнике одну из надежд французской живописи и стал его покровителем. Кардинал де Берни, посол Франции в Риме, заказал у него две работы. Дени Дидро отозвался хвалебными оценками.
По возвращении на родину Пьер Пейрон обнаружил триумфальный взлёт карьеры Жака-Луи Давида, который затмил его собственный успех и тем самым отводил Пейрону второстепенную роль в истории французского искусства. Это стало очевидным на выставках, проводившихся в 1785 и 1787 годах в Парижском салоне.
В Салоне 1787 года оба художника представили композицию на одну и ту же тему — «Смерть Сократа», и успех был на стороне Давида.
После этой неудачи у Пейрона уже не было былой популярности. 30 июня 1787 года он был принят в Королевскую академию живописи и скульптуры. В 1785 году назначен инспектором Королевской Мануфактуры гобеленов. Он выполнял свои обязанности до революции, но затем ему было приказано освободить помещение. Лишённый важных дел, которые ему доверял король, его здоровье серьёзно пошатнулось, и с этого времени он не переставал страдать от недугов, которые приближали конец его дней, но при этом не лишили его таланта. Он продолжал писать картины.
Пьер Пейрон умер в Париже в возрасте 69 лет. В 1814 году Ж.-Л. Давид воздал должное человеку, которого некоторые считали его предшественником, заявив на похоронах Пейрона: «Он открыл мне глаза».
Пейрон также награвировал в технике офорта несколько сюжетов по мотивам картин Пуссена, Рафаэля и своим собственным. Среди его учеников были Огюстен Обер, Орас Лекок де Буабодран, Николя-Андре Монсио и Анри Бюге.

## Галерея

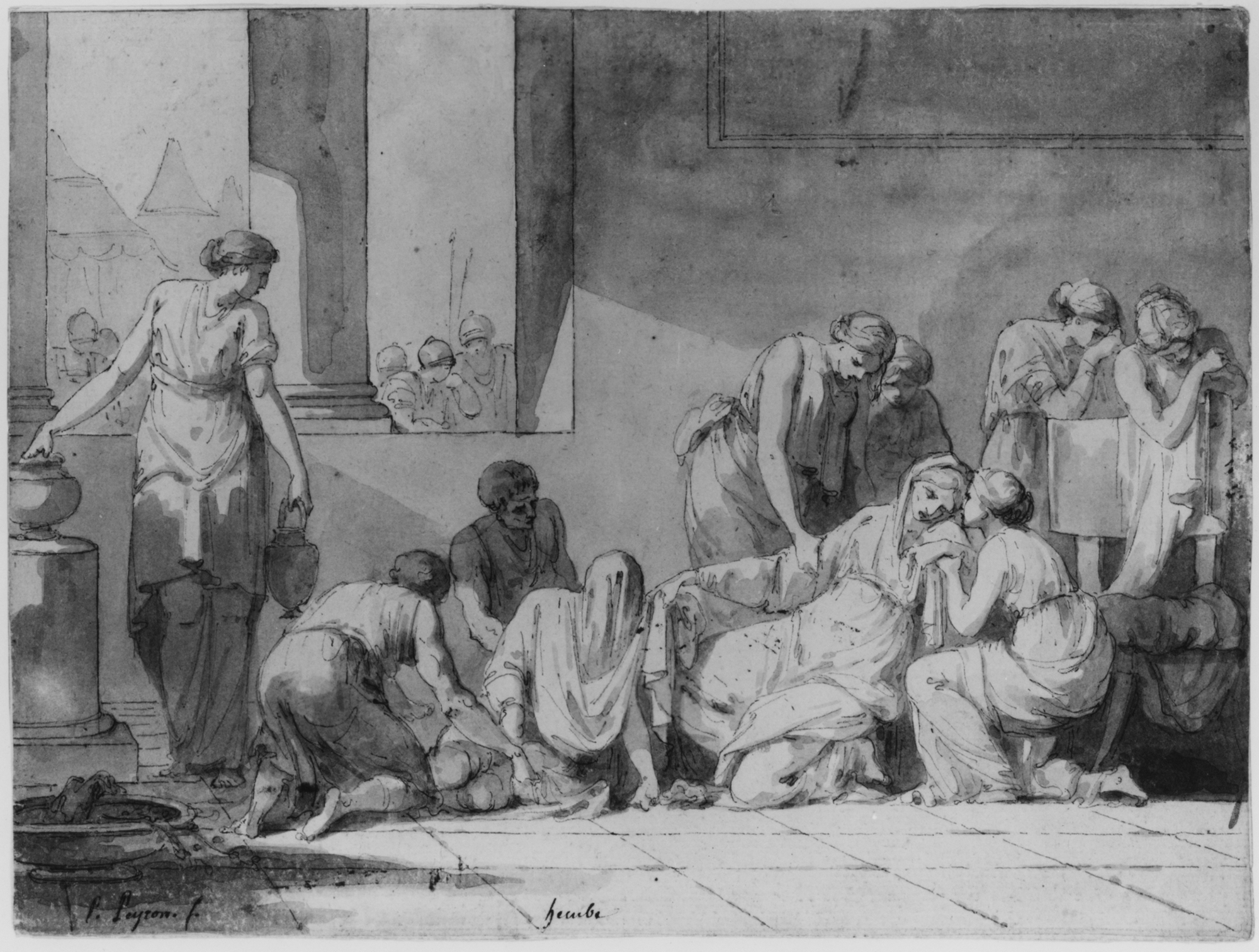
Отчаяние Гекубы. Ок. 1784. Бумага, перо, кисть, тушь. Метрополитен-музей, Нью-Йорк
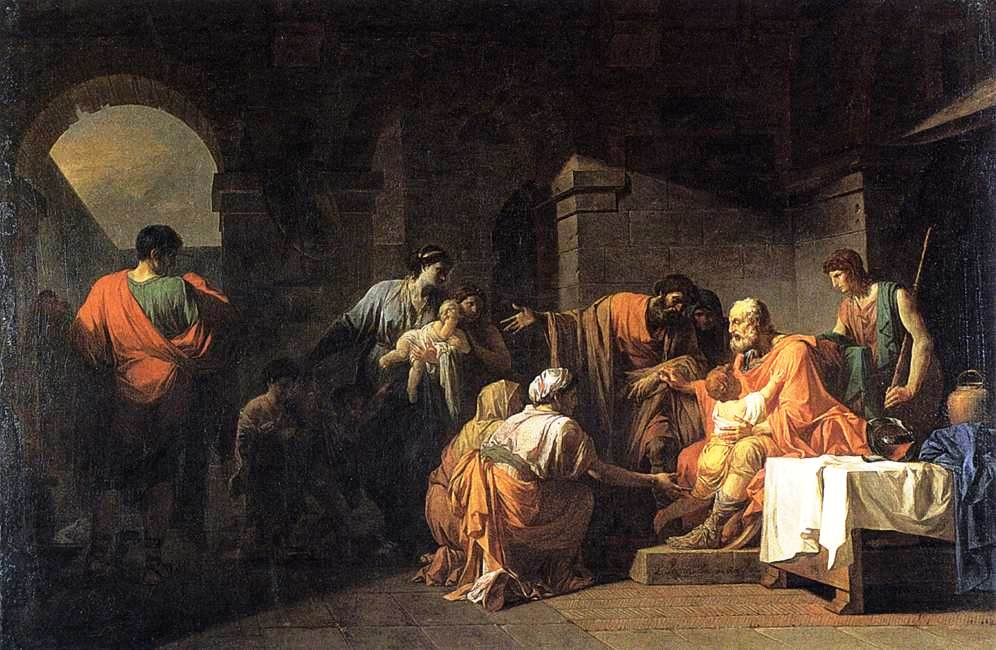
Велизарий принимает гостеприимство крестьянина. 1779. Холст, масло. Музей августинцев, Тулуза
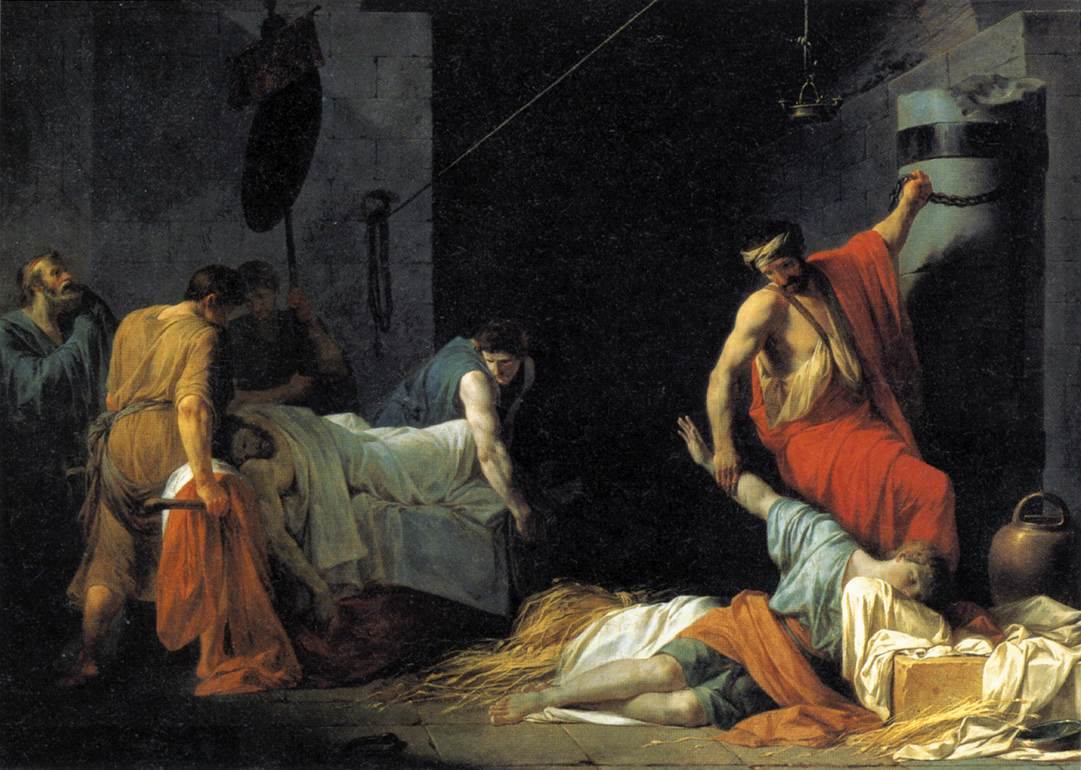
Похороны Мильтиада. 1782. Холст, масло. Лувр, Париж
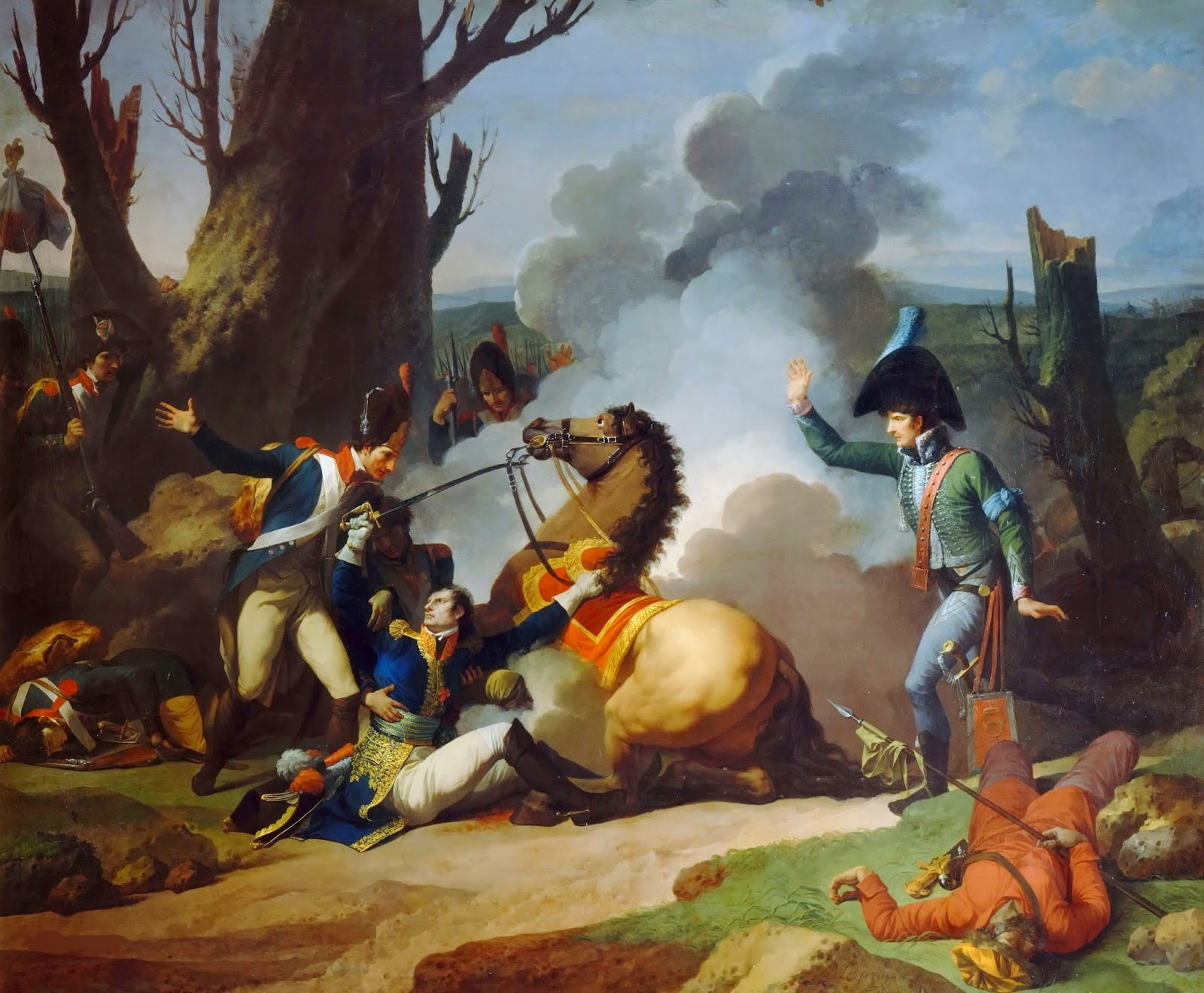
Смерть генерала Вальюбера. 1808. Холст, масло. Версаль
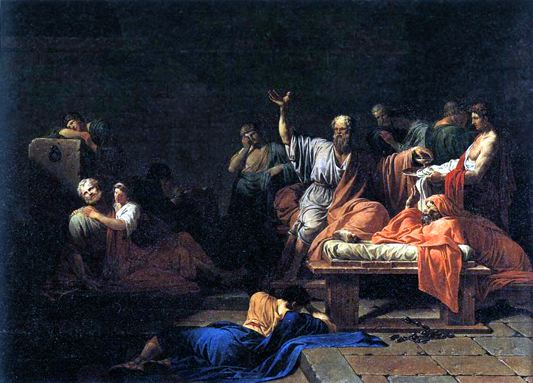
Смерть Сократа. 1787. Холст, масло. Государственный музей искусств, Копенгаген
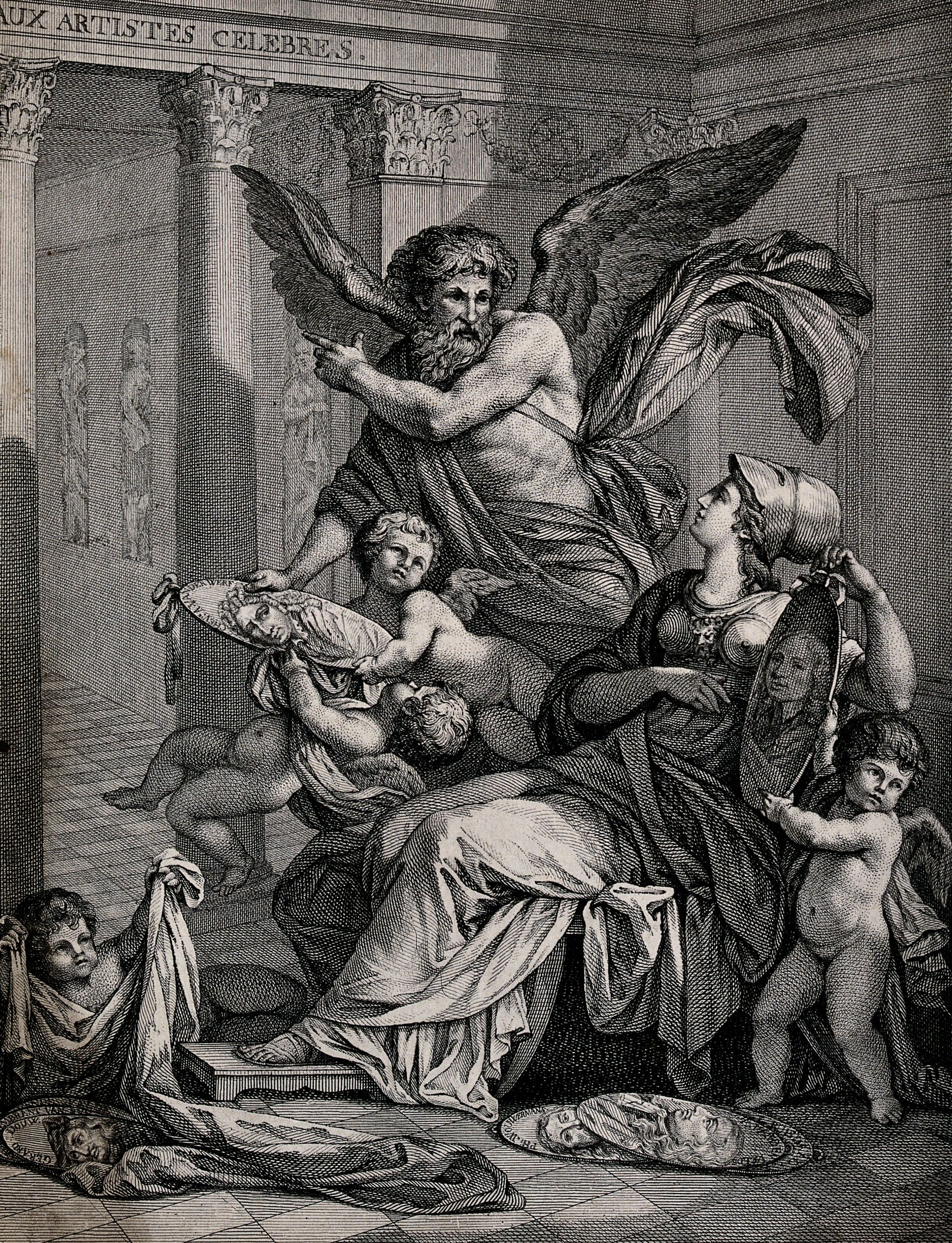
Аллегория в честь голландских художников. Офорт
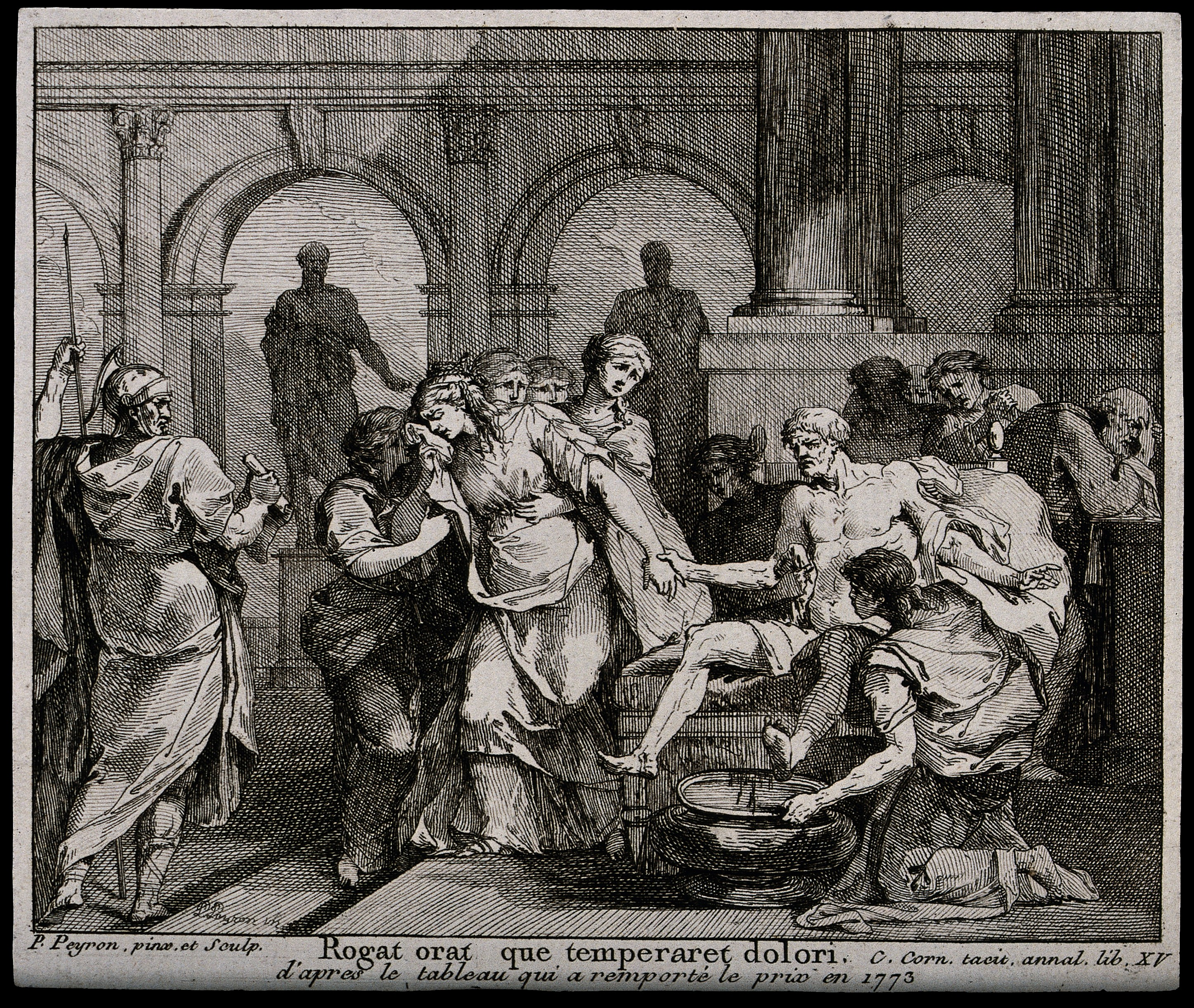
Сенека кончает с собой в ванне. 1773. Офорт